# Поволоцкий, Юрий Леонидович
Юрий Леонидович Поволоцкий (род. 14 февраля 1962 в Одессе, УССР, СССР) — израильский композитор, пианист и аранжировщик, культуролог, педагог, радиоведущий. Член Союза композиторов Израиля, ACUM, EILAM (Israeli Musicians' Union).

## Биография
Родился 14 февраля 1962 года в Одессе (Украина).
В 1986 году закончил Российскую Академию музыки им. Гнесиных по классу композиции. Обучался у профессоров Генриха Ильича Литинского (1981-85 гг.) и Алексея Алексеевича Муравлёва (1985-86 гг.)
В 1990-91 гг. принимал активное участие в создании Музыкального театра «Геликон-опера». В качестве аранжировщика подготовил новые оркестровые редакции опер И.Стравинского («Мавра»), К.Дебюсси («Блудный сын»), П.Хиндемита («Туда и обратно»), Ф.Пуленка («Человеческий голос»).
С 1991 года живёт в Израиле.
Сочиняет в самых разнообразных жанрах: симфонические, камерные и хоровые произведения, песни и романсы, альбомы для детей и юношества, мюзиклы и музыка для театра, кино, радио и телевидения. Многие сочинения, помимо Израиля, часто исполняются в России, Украине, Беларуси, Грузии и других странах бывшего СССР, а также в США, Великобритании, Франции, Германии, Нидерландах, Италии, Испании, Чехии, Сербии, Хорватии, Австрии, Швейцарии, Финляндии, Польше, Румынии, Венгрии, Бразилии, Мексике, Японии, Китае, Таиланде, Австралии, Новой Зеландии как в концертах, так и в рамках учебно-педагогического репертуара.
Автор ряда сочинений в стиле Jewish Soul. В 2004 году создал джаз-клезмер-бэнд «Апропо.арт», в репертуаре которого оригинальные композиции и авторские версии традиционной еврейской музыки.
Ведёт активную концертную и преподавательскую деятельность в качестве пианиста, концертмейстера, аранжировщика и музыкального руководителя различных проектов. Публикует музыковедческие, культурологические статьи и эссе в газетах, журналах, интернет-изданиях. Сотрудничал с израильской радиостанцией «КАН-РЭКА» в качестве соведущего программы «С композитором о композиторах» (2017-2020)
Как композитор и исполнитель участвует в многочисленных израильских и международных фестивалях самой разнообразной жанровой направленности.
Лауреат премии имени Ю.Штерна в области композиции за 2009 год и премии «Олива Иерусалима» (2007) за вклад в развитие еврейского музыкального фольклора.

## Основные сочинения

### Мюзиклы
- «Портрет женщины» /Музыкальная фантазия для двоих/ (2008)
- «Дюймовочка» (2009)
- «Возвращение к любви» (2011)
- «Признание, или Пенелопа в раю» (2014)

### Оркестровая музыка
- Концерт для фортепиано с оркестром (1986)
- Камерная симфония (1988)
- "Бабелиана", сюита /версия для струнного оркестра/ (1995/2010)
- "Con Dolore" для струнного оркестра (1996)
- Концерт для фагота и камерного оркестра (1997)
- "Nostalgic Music" для струнных (1997)
- 4 Fragments from "Travelling to Klezmer" для кларнета с оркестром (2002)
- "Minuet & Badinerie" для флейты и струнного оркестра (2004)
- "Музыка полёта и вдохновения" для фортепиано с оркестром (2010)
- Suite from "Travelling to Klezmer" для флейты и струнного оркестра (2011)
- "Leaf Fall in Anjou" (from "Autumn Elegies") для фортепиано с оркестром (2015)
- "Mon Ami" (from "Autumn Elegies") для фортепиано с оркестром (2016)
- "Jewish Soul Fantasy" для двух кларнетов и струнного оркестра (2016)
- "Klezmer-Concerto" для двух кларнетов и симфонического оркестра (2018/2020)
- The Best of Album "Travelling to Klezmer" для двух кларнетов и струнного оркестра (2018)
- Suite from "Travelling to Klezmer" для виолончели и струнного оркестра (2019)
- Концерт для флейты с оркестром (2020)
- 2 Suites from "Travelling to Klezmer" для кларнета и струнного оркестра (2021)
- "Piafiana" версия для кларнета, фортепиано и струнных (2024)
- "Adios Amigo!" версия для скрипки, баяна (аккордеона), фортепиано и камерного оркестра (2025)

### Камерно-инструментальная музыка
- "Lyric Suite" для скрипки и фортепиано (1984/1999)
- Соната-Фантазия для альт-саксофона и фортепиано (1985/2021)
- Струнные квартеты — № 1(1986/1996); № 2(1988/1993)
- Сонаты для скрипки соло — № 1 (1988/1992); № 2 (1989)
- "Music in 3 Movements" для кларнета соло (1993/2021)
- "Babeliana" сюита для струнного квартета (1993/2010)
- "Three Oriental Intermezzi" для саксофона и фортепиано (1994)
- Три пьесы для квартета саксофонов (1995); версии: для струнного квартета (1996), для ансамбля скрипачей и фортепиано (2021), для квинтета саксофонов (2021)
- "Four Looks at Henri Rousseau" для флейты и фортепиано (1995/1999)
- Трио для альта, виолончели и контрабаса (1995)
- "Animation" для флейты, кларнета и фагота (1996)
- "Fogged Moon Poem" для саксофона соло (1998/2021)
- "Jerusalem Divertimento" для кларнета (скрипки), виолончели и фортепиано (1999)
- Квартет для саксофонов (2000)
- "Lubavich Niguns" для скрипки и кларнета (2001)
- "Sketches of the Old City" для кларнета соло (2001)
- "Minuet & Badinerie" (from "Unwritten Suite") для флейты и фортепиано (2001)
- "Spring Mood", сюита для квартета флейт (2001)
- "Melancholy" для альта и фортепиано (2004), версии для солирующих альт-саксофона (2007) и виолончели (2014)
- Suite from "Travelling to Klezmer" для флейты и фортепиано (2005)
- "Nigunim" для скрипки соло (2006/2011)
- "Partita per partire" для клавесина (2008)
- "12 Caprices for Solitary Musician" for Flute (or Oboe/Clarinet/Saxophone) solo (2008)
- "Provincial Soap Opera", концертная сюита для балалайки и фортепиано (2009)
- "French Sonata" ("Exercise in Spirit of Poulenc") для гобоя и фортепиано (2010)
- "Suite in Retro Style" для саксофона и фортепиано (2011)
- "Adios Amigo!" для скрипки и фортепиано (2011), версии для скрипки, баяна, гитары, фортепиано и контрабаса (2011), для двух виолончелей и фортепиано (2019), для скрипки, виолончели и фортепиано (2019)
- "Cinema Sonata" для валторны и фортепиано (2011)
- "Glamour a la…" для квартета флейт (2012)
- "Sonata dell’Arte" для тубы и фортепиано (2012)
- "Rendezvous Lonely Hearts" для двух скрипок (2012)
- Sonata ("Summer Midday’s Dream") для трубы и фортепиано (2012)
- "Echoes of Waltz" для тромбона и фортепиано (2012)
- "Forest Fairy Tale" для гобоя и струнного трио (2013)
- "Night Stories" для квартета фаготов (2013), версия для квартета саксофонов (2020)
- "Oui, mon cher Fufu!" для флейты, гобоя, кларнета, валторны, фагота и фортепиано (2014)
- "Pictures of a Forgotten Town" для двух кларнетов (2015)
- "Monti 2.0" /Paraphrase on a well-known Theme/ для двух кларнетов и фортепиано (2015); версии для гобоя, фагота и фортепиано (2018), для флейты, фагота и фортепиано (2018), для скрипки, виолончели и фортепиано (2018)
- "Jewish Soul Fantasy" версия для двух кларнетов и фортепиано (2016)
- "Travelling to Klezmer" (полная версия альбома) для скрипки, кларнета и фортепиано (2016)
- The Best of Album "Travelling to Klezmer" для двух кларнетов и фортепиано (2017)
- Five Pieces from "Portraits & Dedications" для кларнета и фортепиано (2019)
- Suites Nos.1-3 from "Travelling to Klezmer" для кларнета и фортепиано (2019)
- Sonata ("Three Shades of Passion") для виолончели и фортепиано (2019)
- "Four Jewish Traditional Melodies" for Duo Clarinets (2015—2019)
- Suite from "Travelling to Klezmer" для виолончели и фортепиано (2019)
- Sonata Amoroso для флейты и фортепиано (2020)
- Sonata "Flying with Schubert" для скрипки и фортепиано (2020)
- Suite from "Travelling to Klezmer" для двух фаготов и фортепиано (2021)
- "Sonata quasi un Thriller" для фагота и фортепиано (2021)
- "Anatevka-Divertimento" /Metamorphoses on themes from the Musical by Jerry Bock/ версии для двух кларнетов и фортепиано, для двух фаготов и фортепиано, для кларнета, фагота и фортепиано, для скрипки, фагота и фортепиано (2022)
- "Dedicated to E.F." /Remembrance Collage/ для двух клавесинов (2022)
- "Here Comes a Swallow" для альта и фортепиано (2022); версии для скрипки и фортепиано, виолончели и фортепиано (2024)
- "Jewish Pictures" from Album "Travelling to Klezmer" для ксилофона и фортепиано (2022)
- "Piafiana" /Fantasy-Digest based on the Songs of Edith Piaf/ версии для скрипки, фагота и фортепиано (2023), для кларнета, фагота и фортепиано, для 2 фаготов и фортепиано, для флейты, фагота и фортепиано (2024), для фагота, виолончели и фортепиано (2025)
- "Two Ukrainian Tango" для скрипки, баяна, гитары, фортепиано, контрабаса и ударных (2023)
- "Fifth Season" /In the Constellation Vivaldi/ для скрипки и виолончели (2024)
- "Humoresque" для фагота соло (2024)
- "Two Novelettes" для виолончели и фортепиано (2024)
- "Julian Suite" для кларнета и фортепиано (2024)
- Suite from "Portraits & Dedications" для кларнета, альт-саксофона и фортепиано (2024)
- "Divertimento" для ксилофона и фортепиано (2024)
- "Six Dances" для ксилофона и фортепиано (2024)
- "Happy End" для органа (2024)
- Two Fragments from "Portraits & Dedications" для скрипки, аккордеона, гитары, фортепиано и электробаса (2025)

### Камерно-вокальная и хоровая музыка
- Три стихотворения Саши Чёрного (1984)
- "Лирика Николая Рубцова" (1986/2013)
- "Картинки настоящего-1989" на стихи И.Иртеньева (1989)
- "Sephardic Songs" (1992/2019)
- "Two Sephardic Love Songs" для смешанного хора a capella (1997/2022)
- Пять стихотворений Осипа Мандельштама (2006)
- "Musica Ecumenica" для смешанного хора a capella (2008)
- "Пушкинская тетрадь" (2008-2021)
- 6 баллад на стихи Н.Гумилёва (2009)
- "Акварели", 6 романсов на стихи А.Ахматовой (2009)
- 4 романса на стихи К. Р. (2009)
- "Моя маленькая Иртениада" на стихи И.Иртеньева (2009)
- "Песни Ладоги" на стихи А.Прокофьева (2009)
- "Doina Codrilor" на стихи Б.Казанцевой (2010)
- "Ночи Марины", вокальный цикл на стихи М.Цветаевой (2010)
- "Приглашение к романсу" 18 романсов на стихи Б.Казанцевой, Б.Окуджавы, Ю.Кима, Вл. Вишневского, Д.Кимельфельда, Н.Языкова и др. поэтов (1987—2010)
- Три скетча на стихи поэтов-обэриутов (2011)
- Пять романсов на стихи В.Пеленягрэ (1991/2014)
- "Лермонтов.2014" (2014)
- "Шотландская тетрадь" на стихи Р.Бёрнса в переводах С.Маршака (1981-85/2016)
- Три баллады на стихи П.-Ж.Беранже в переводах В.Курочкина (2016)
- "Грустные песни" на стихи А.Блока (2017)
- "Под одним небом", вокальный триптих на стихи Семёна Кирсанова (2018)
- "Песни любви и расставания", вокальный цикл на стихи Вероники Тушновой (2020)
- "Лиризмы", 21 миниатюра на стихи Бориса Барского (2022-24)
- Три романса на стихи Лины Костенко (2023)
- Три вірші Лесі Українки (2024)
- " Окуджава-XXI" (2024)
- "Мост Мирабо" /Приношение Микаэлу Таривердиеву/ на стихи Г. Аполлинера в переводе Н. Стрижевской для контральто (тенора) и фортепиано (2017-2025)

### Фортепианная музыка
- 4 пьесы для фортепиано (1985)
- Соната № 1 "Посвящение Марку Шагалу" (1989/2021)
- Соната № 2 "Phantom" (1991)
- "Seven Jewish Traditional Melodies" (1996)
- "5 х 10" альбом для детей и юношества (1997-98/2017)
- "Vision of Elise" (2005)
- "Two Portraits of Cats" (2006)
- "Around Jazz" (2006—2014)
- 24 маленькие пьесы (2008/2013)
- "24 Instants" (2008)
- "Jokes with Classics" (2009)
- "U-krop-krop" /Музыка в подражание Гие Канчели/ (2011)
- "20 Pieces for 20 Fingers" (2011)
- Две пьесы (2012)
- "Дорогая собака" /Сюита из музыки к малобюджетному фильму/ (2013)
- 2 сонатины (2014)
- "Jazz Movies" для фортепиано в 4 руки (2014)
- "Autumn Elegies" (2014)
- "In Tchaikovsky’s Footsteps" /Metamorphoses of the "Children’s Album"/ (2019)
- "Seven Preludes of Morning Awakening" (2019)
- "Klezmeriana", Suite Concertante after «Travelling to Klezmer» (2020)
- "Jazz Sketches" (2020)
- "Bagatelles of Saint Sylvester's Day" (2021)
- "Ukrainian Triptych" (2022)
- "Dedicated to E.F." /Remembrance Collage/ Version for 2 Pianos (2022)
- "Dunaevsky-Fireworks" Концертино на темы из к/ф "Волга-Волга" для 2-х фортепиано (2023)
- Фортепианные транскрипции фрагментов музыки к театральным постановкам

### Музыка в стиле Jewish Soul
- "Travelling to Klezmer" (1999)
- "Shtetelekh" (2000)
- "Metamorphoses" (2001—2003)
- "Portraits & Dedications" (2001—2009)
- Песни и вокальные циклы на идиш

### Музыка к театральным постановкам
- "Шум времени. Осип Мандельштам" (Иерусалимский театр "Тарантас", 2006)
- "Милый лжец" (2007)
- "Теила" (2008)
- "Я знаю женщину…" (2009)
- "Рок-н-ролл на закате" (2015)
- "Случайный выстрел" (театр "Портрет-Дьекан", Израиль, 2018)
- "32 декабря" /"The 32nd Day of December"/ (Arizona Russian Theater, 2018)
- "Формула кофе" (театр "Матара", Ариэль, Израиль, 2023)
- "Три дамы без возраста и Серый Волк" (театр "Матара", Ариэль, Израиль, 2025)
- "Суламифь" (театр "Портрет-Дьекан", Израиль, 2025)

### Музыка к фильмам
- 2007 — "Толя", короткометражный (Израиль, реж. Р.Бродский)
- 2013 — "Дорогая собака", короткометражный (Россия, реж. Е.Банчик)
- 2018 — "Анахну кан" — здесь и тогда", документальный (Израиль, реж. Б.Соболев)
- 2021 –– "263 ночи", анимационно-документальный ("Беларусьфильм", реж. И.Тарасова)

Песни, баллады и романсы на стихи Р.Киплинга, В.Сосюры, Е.Телиги, Л.Костенко, Дм. Быкова, Н.Заболоцкого, Б.Казанцевой, В.Гина, Д.Кимельфельда, М.Котлярского, В.Ольхового, А.Дмитрук, Р.Коляды и др.

## Дискография
- "Jerusalem Balagula" (группа "Lama Lo!", 2002)
- "Иронический шансон" (совместно с Д.Кимельфельдом, 2003)
- "Povolotsky & Co" (джаз-клезмер-бэнд "Apropos.art", 2007)
- 4 пьесы для двух фортепиано из альбома "5 х 10" (в диске Херут Исраэли (Herut Israeli) и Хагая Йодана (Hagai Yodan) "Piano 4 Play" (2007)
- "Приглашение к Романсу" (совместно с Б.Казанцевой, 2011)
- "Французская соната" для гобоя и фортепиано (в диске А.Балашова "Очарование гобоя", 2015)
- "Here Comes a Swallow" для альта и фортепиано (в диске Hiyoli Togawa "Children!", 2023)
- Humoresque" для фагота соло (в диске Emanuel Blumin-Sint "Leading Bassoon", 2024)